# Agence des services de données numériques et démographiques
L'Agence des services de données numériques et démographiques (en finnois : Digi- ja väestötietovirasto, sigle DVV) est une agence gouvernementale du Ministère des Finances de Finlande.

## Présentation
L'agence est chargée de tenir un registre de la population et des bâtiments finlandais.
L'Agence des services de données numériques et démographiques promeut la numérisation de la société, sécurise la disponibilité des données et fournit des services de distribution de données.
L'Agence des services de données numériques et démographiques soutient les citoyens dans leur interaction avec l'administration publique. L'objectif est de favoriser le bon fonctionnement de la société finlandaise, la numérisation étant considérée comme un moyen important d'y parvenir.

## Histoire
L'agence des services de données numériques et démographiques est fondée le 1er janvier 2020 par la fusion du Väestörekisterikeskus, des bureaux locaux d'enregistrement (finnois : maistraatit) et de leur unité de pilotage et de développement.

## Points d'accueil
Les point d'accueil des clients sont situés à Espoo, Helsinki, Hyvinkää, Hämeenlinna, Iisalmi, Jakobstad, Joensuu, Jyväskylä, Kajaani, Kemi, Kittilä, Kokkola, Kotka, Kouvola, Kuopio, Lahti, Lappeenranta, Mikkeli, Oulu, Pori, Porvoo, Raahe, Raseborg (localité de Ekenäs), Rauma, Rovaniemi, Salo, Savonlinna, Seinäjoki, Tampere, Turku, Vaasa et à Ylivieska.